# Comprehensive Environmental Response, Compensation, and Liability Act
Der Comprehensive Environmental Response, Compensation, and Liability Act (CERCLA; deutsch sinngemäß Umfassendes Gesetz zur Reaktion auf, Entschädigung und Haftung für Umweltschäden) ist ein Ende 1980 in Kraft getretenes Bundesgesetz der USA.
Es ist die gesetzliche Grundlage des Superfund-Programms der Environmental Protection Agency (EPA), das die Untersuchung, Sicherung und Altlastensanierung von Flächen mit Boden- oder Gewässerverschmutzung finanziert und organisiert. CERCLA bildet zusammen mit den 1976 verabschiedeten Toxic Substances Control und Resource Conservation and Recovery Acts (RCRA) die Basis der amerikanischen Bundesgesetzgebung zu umwelt- und gesundheitsschädigenden Stoffen und Abfällen.

## Geschichte
CERCLA wurde 1980 als Reaktion auf eine Reihe öffentlich diskutierter Giftmüllskandale wie in Love Canal in Niagara Falls (New York) und dem Valley of the Drums in Bullitt County (Kentucky) entworfen. Zu diesem Zeitpunkt existierte zwar unter anderem mit dem Resource Conservation and Recovery Act Bundesgesetzgebung zum Umgang mit gefährlichen Abfällen, die auch die Verpflichtung zur Beseitigung bereits entstandener Schäden vorsah. Allerdings konnten die Verursacher von Umweltschäden in zahlreichen Fällen nicht identifiziert oder aufgrund anderer Umstände wie etwa Zahlungsunfähigkeit nicht mehr belangt werden. Bundesmittel zur Beseitigung oder auch nur Verhinderung der weiteren Ausbreitung von Umweltschäden durch Abfälle und Unfälle waren kaum im Budget eingeplant. Lediglich zur Beseitigung von Ölverschmutzungen in Meeren und schiffbaren Binnengewässern konnten über Regelungen des Clean Water Act bis zu 35 Millionen US-Dollar pro Jahr abgerufen werden; weitere 10 Millionen US-Dollar standen jährlich über dasselbe Gesetz allgemein für die Räumung giftiger Substanzen zur Verfügung.
CERCLA wurde daher entworfen, um die Möglichkeiten, Verursacher für die Schadensbeseitigung haftbar zu machen, zu erweitern und andererseits für Fälle, in denen dies nicht oder nicht sofort möglich ist, Mittel bereitzustellen. Der Gesetzesvorschlag wurde am 2. April 1980 zunächst unter dem Titel Hazardous Waste Containment Act of 1980 durch James Florio in das Repräsentantenhaus eingebracht. Nach Beratung und Ergänzung, unter anderem durch eine von Gillis Long eingebrachte Simple Resolution, wurde CERCLA am 23. September 1980 mit 351 zu 23 Stimmen im Repräsentantenhaus verabschiedet. Der Senat stimmte dem Gesetz am 24. November 1980 mit einer Änderung zu, die wiederum am 3. Dezember 1980 mit 274 zu 94 Stimmen vom Repräsentantenhaus bestätigt wurde. Mit Unterzeichnung durch Präsident Jimmy Carter wurde das Gesetz am 11. Dezember 1980 angenommen und rechtsgültig.
Der Gesetzesvorschlag und das verabschiedete Gesetz unterschieden sich unter anderem in der Höhe der verfügbaren Mittel: Anstelle von sechs Milliarden US-Dollar über einen Zeitraum von sechs Jahren standen 1,6 Milliarden US-Dollar zur Verfügung. Zudem wurden einige Haftungsauflagen weniger streng formuliert und Ölunfälle aus dem Text gestrichen, nachdem die Kongressabgeordneten der Republikanischen Partei einen Filibuster angedroht hatten.
1986 wurde CERCLA durch den Superfund Amendments and Reauthorization Act (SARA) ergänzt, mit dem insbesondere Anpassungen zur weiteren Altlastensanierung vorgenommen wurden.

## Superfund
Mit CERCLA wurde die Bundesumweltschutzbehörde Environmental Protection Agency (EPA) in die Lage versetzt, den so genannten Superfund einzurichten. Dieses Programm dient der Organisation von Identifizierung, Sicherung und Sanierung kontaminierter Flächen mit Altlasten.
CERCLA und das Superfund-Programm enthalten Bestimmungen, um Verursacher von Umweltschäden für deren Beseitigung haftbar zu machen. Das Programm umfasst jedoch auch den namensstiftenden Fund für Fälle, in denen dies nicht oder nicht mehr möglich ist. Die nötigen Mittel wurden bis Mitte der 1990er-Jahre aus einer mit dem Verursacherprinzip begründeten Sondersteuer der Mineralöl- und Chemieindustrie bezogen; seither aus allgemeinen Steuermitteln.

## Agency for Toxic Substances and Disease Registry
Auf Basis der CERCLA-Regelungen wurde am 19. April 1983 die Agency for Toxic Substances and Disease Registry (ATSTR; deutsch sinngemäß Behörde zur Registrierung von Giftstoffen und Krankheiten) gegründet. Hauptaufgabe der seit 11. Juni 1985 als selbständige Behörde des Gesundheitsministeriums organisierten ATSTR ist es, mit Boden- oder Wassergiften belastete Flächen – insbesondere Superfund-Stätten, seit 1984 auch Giftmülllagerstätten gemäß Resource Conservation and Recovery Act (RCRA) – auf deren Auswirkungen auf die Gesundheit der Bevölkerung zu untersuchen, um andere Bundes- und Staatsbehörden beraten zu können. Mit dem SARA-Gesetz von 1986 wurden die Befugnisse der ATSTR um die Möglichkeiten zu allgemeineren Analysen gesundheitsgefährdender Umwelteinflüsse, den Aufbau toxikologischer Datenbanken und die Durchführung von Fortbildungsmaßnahmen erweitert.